# Лю Чжиюань
Лю Чжиюань (кит.: 劉知遠; піньїнь: Líu Zhīyuǎn; 4 березня 895 — 10 березня 948) — засновник і перший імператор Пізньої Хань періоду п'яти династій і десяти держав.

## Життєпис
Був сином Лю Діаня, який служив офіцером у губернатора Лі Кеюна за правління династії Тан.
На початку 947 року, після падіння Пізньої Цзінь і захоплення киданями центрального Китаю, Лю Чжиюань, який на той час перебував у Хедуні, зміцнив свою оборону й надіслав імператору Єлюй Яогу листа. В тому листі він виклав три позиції: спочатку він привітав нового володаря, потім зазначив, що відмовляється полишати свої володіння, а наостанок заявив, що почне сплачувати данину тільки після виведення військ Ляо з його земель.
На це ляоський імператор відповів, що оскільки Лю Чжиюань не підкорявся Пізній Цзінь, то й не має підкорятись Ляо. Таким чином склалась ситуація, коли в частині земель центрального Китаю, не було повновладного володаря. Наближені Лю Чжиюаня вмовили його проголосити себе імператором, аргументуючи тим, що з такої ситуації може скористатись хтось інший. 10 березня 947 року Лю Чжиюань все ж погодився й оголосив про створення нової династії — Пізньої Хань.
Отримавши звістку про проголошення нового імператора, Єлюй Яогу спробував протистояти цьому. Втім губернатори окремих провінцій по черзі почали присягати на вірність Лю Чжиюаню, визнаючи його своїм володарем. А після того, як Єлюй Яогу повернувся до своєї столиці, Лю Чжиюань легко захопив Кайфен — столицю П'яти династій. Після цього він оголосив Кайфен своєю східною столицею, а Лоян — столицею західною.
Навесні 948 року під час одного з військових походів Лю Чжиюань отримав звістку про смерть свого спадкоємця, Лю Ченсюня. Тому він доручив керівництво державними справами своєму молодшому сину Лю Чен'ю. Невдовзі Лю Чжиюань помер, а Лю Ченю успадкував трон.

## Девізи правління
- Тяньфу (天福) 947
- Цянью (乾祐) 948